# Far des Cap Blanc
Der Far des Cap Blanc ist ein Leuchtturm am südöstlichsten Punkt der Badia de Palma (‚Bucht von Palma‘) auf der spanischen Baleareninsel Mallorca. Er wurde 1863 am Cap Blanc erbaut und ist heute noch in Betrieb. Der Leuchtturm liegt nahe der Landstraße MA-6014 in der Gemeinde Llucmajor, etwa 15 Kilometer südlich von S’Arenal und 16 Kilometer südwestlich des Hauptortes der Gemeinde. Der Turm ist unter der internationalen Nummer E-0316 sowie der nationalen Kennung 34180 registriert. Er bestrahlt einen Sektor von 115 bis 296 und 321 bis 336 Grad.

## Geschichte und Architektur

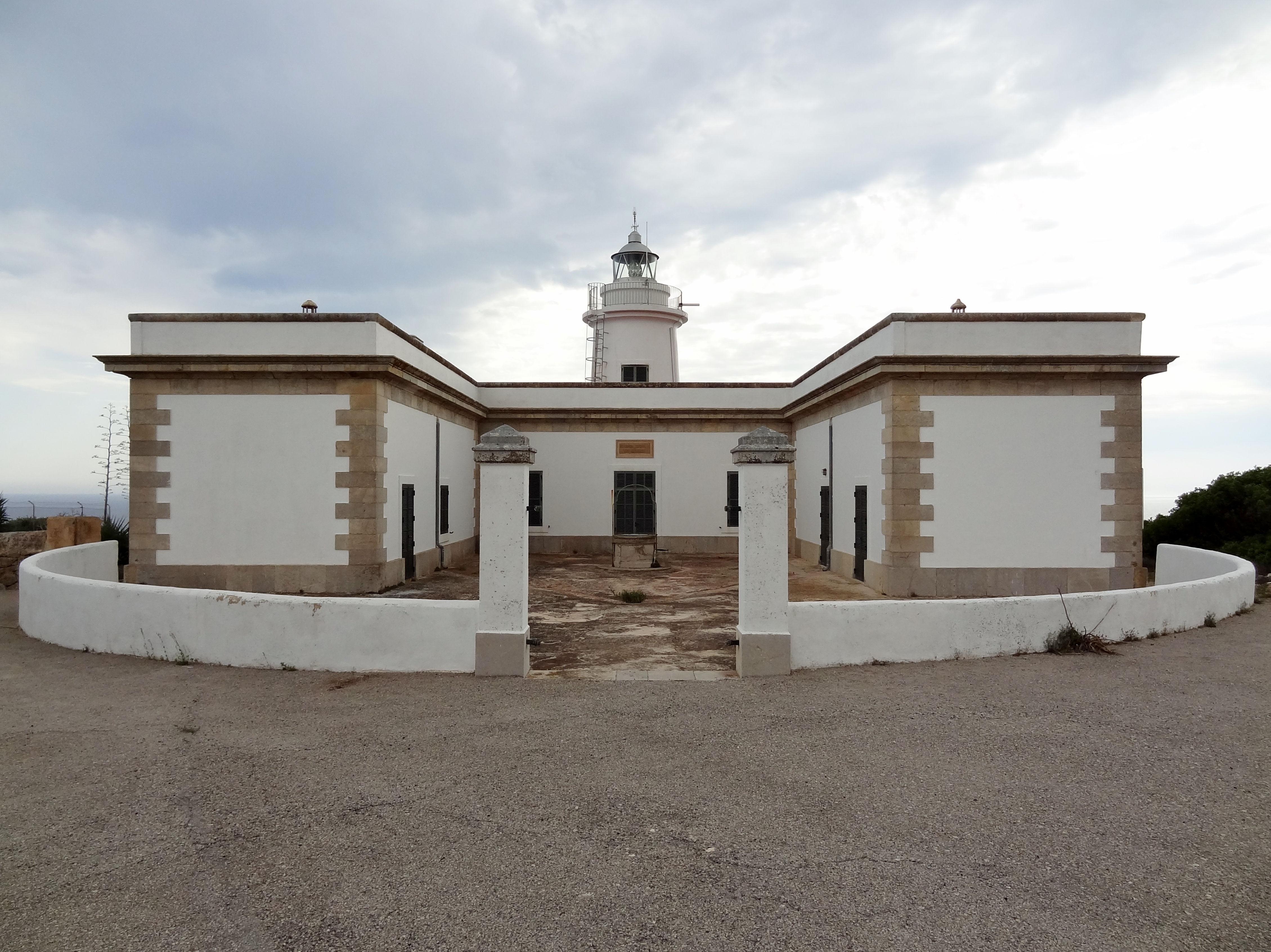
Nordostseite des Gebäudes

Der Far des Cap Blanc wurde von Emili Pou entworfen und am 31. August 1863 in Betrieb genommen. Das u-förmige Gebäude besitzt einen weiß gestrichenen zylindrischen Turm mit Laterne und einer Galerie. Die Laterne enthielt ursprünglich eine Spiegellinse VI. Ordnung für Leuchttürme und eine mit Olivenöl betriebene Lampe. 1883 wurde auf Paraffin umgestellt und 1917 ein Acetylen-Beleuchtungssystem installiert, das mit 3+2 Unterbrechungen arbeitete.
In 1964 bekam der Turm ein von Gustaf Dalén entwickeltes automatisches System mit der aktuellen Kennung, nachdem schon 1962 die Laterne durch die Firma Racional SA umgebaut worden war. 1970 wurde von Acetylen auf ein elektrisches System umgestellt und eine Spiegellinse IV. Ordnung der Pariser Firma Henri Lepaute eingebaut, die ursprünglich für den Far d’Artrutx auf Menorca bestimmt war. Trotz seines automatischen Systems blieb der Turm bis 1994 bewohnt.
Im Jahr 1878 lief ein Schiff in der Nähe des Far des Cap Blanc auf Grund. Der Leuchtturmwärter ließ sich mit Seilen 83 Meter an den Klippen hinunter und konnte die vier Besatzungsmitglieder aus dem Wrack retten.

## Torre del Cap Blanc

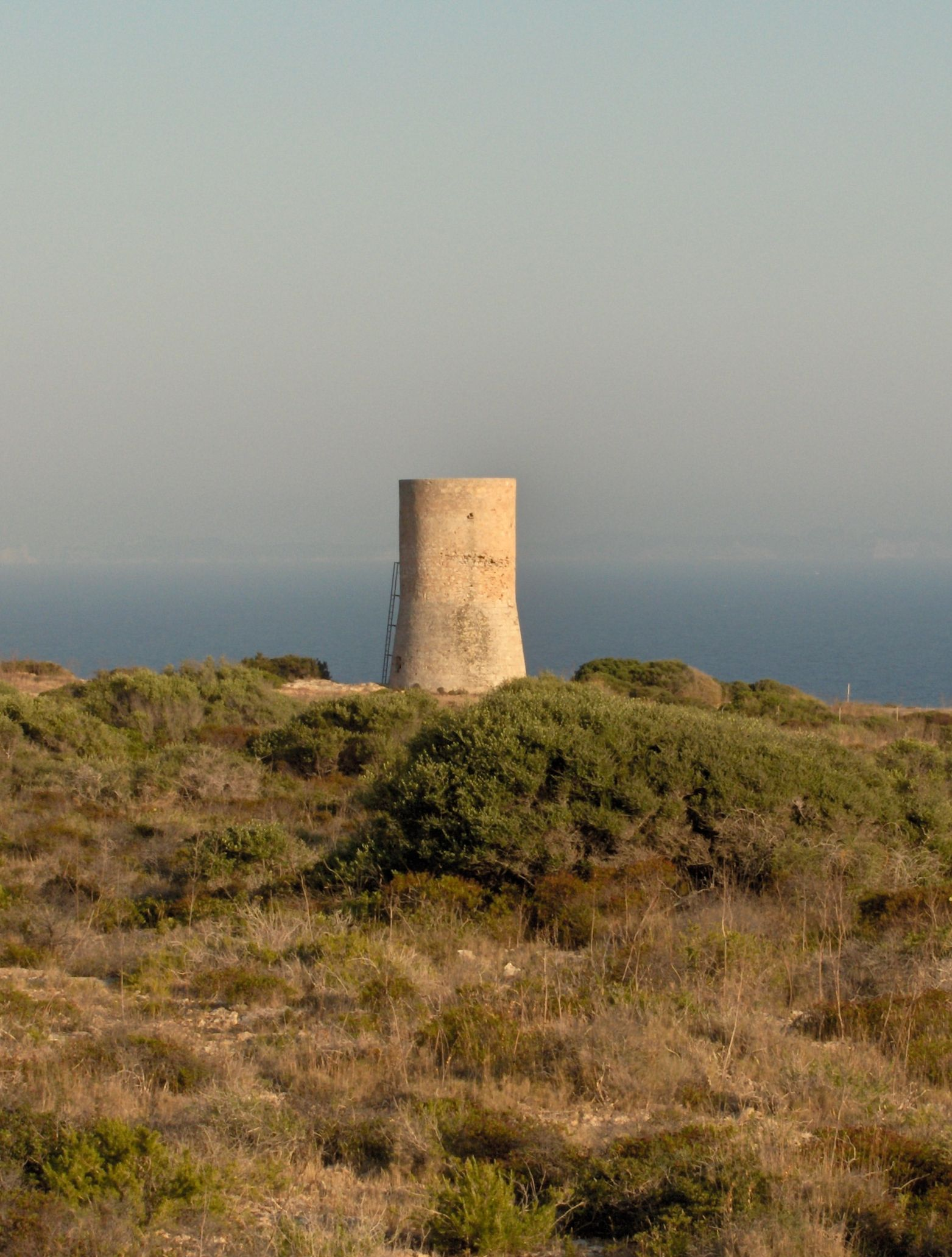
Der nahegelegene Wachturm Torre del Cap Blanc

Etwa 250 m ostsüdöstlich vom Leuchtturm befindet sich der historische Wachturm Torre de Cap Blanc.